# Valerij Kaplan
Valerij Jevgeňjevič Kaplan (rusky Валерий Евгеньевич Каплан; * 26. února 1943 Moskva, Ruská SFSR) je bývalý sovětský rychlobruslař.
Na velkých mezinárodních závodech začal startoval v roce 1965. Na Mistrovství Evropy 1966 vybojoval bronzovou medaili, na sovětském šampionátu byl téhož roku druhý. Z ME 1967 si přivezl stříbro, zatímco na Mistrovství světa 1967 dobruslil do cíle na šesté příčce, což byl také jeho nejlepší výsledek v rámci světových šampionátů. Zúčastnil se Zimních olympijských her 1968 (500 m – 21. místo, 1500 m – 12. místo). Poslední závod absolvoval v roce 1973.